# Johann Reichwald von Kämpfen

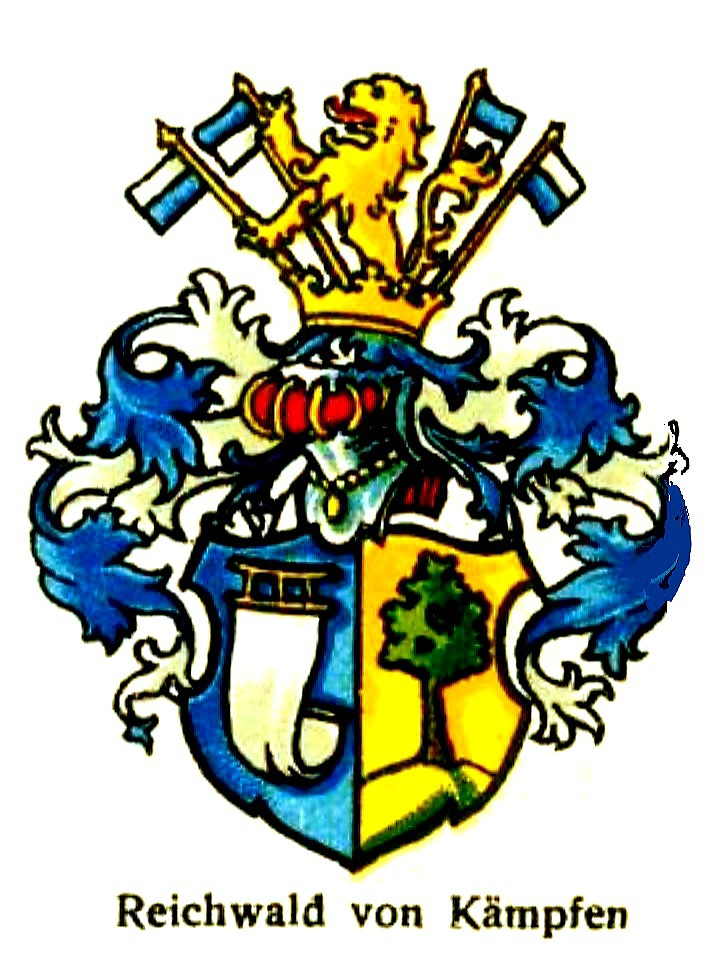
Adelswappen

Johann Reichwald von Kämpfen (* 9. November 1609 in Semcaden, Litauen; † 28. Februar 1662 in Kemnitz) war ein königlich schwedischer Oberst und Kommandant von Zittau.

## Leben
Sein Vater, Daniel Reichwaldt, starb bereits 1616. Johann Reichwald trat 1627 als einfacher Soldat in schwedische Kriegsdienste, die er jedoch bereits im folgenden Jahr quittierte, um über Amsterdam nach Ostindien zu reisen. Er begab sich jedoch über England nach Frankreich ein, wo als Spion verhaftet wurde. Kaum freigekommen nahm er an den Ereignissen von Rochelle teil, trat anschließend dem Leibregiment des Königs und kam mit diesem ins Standquartier zu Paris, wo er seinen Abschied nahm. Anschließend gelangte Reichwald über Rotterdam und trat erneut in schwedische Dienste.
Im Regiment des Oberst Kirchbaum durchlief Reichwald schnell die niederen Dienstgrade, wechselte ins Regiment von Erich Anderson, wo er erst zum Quartiermeister und schließlich zum Leutnant avancierte. In der Schlacht bei Wittstock wurde er schwer verwundet, geriet vor Halle sogar erneut in Gefangenschaft. Nach seiner Auslösung avancierter er unter Adam von Pfuel bei Torgau zum Oberstwachtmeister. Generalfeldmarschall Johan Banér teilte ihm anschließend das Kommando über sechs Kompanien und vierhundert deutsche Reiter zu. Nachdem er sich vielfach bewährt hatte beförderte ihn Lennart Torstensson 1642 zum Oberst und Kommandanten von Zittau. Hier machte er sich vor allem durch die Verteidigung der Stadt gegen die Kaiserlichen einen Namen, obwohl er die Zittau schließlich doch übergeben musste. 1647 quittierter Reichwald erneut den schwedischen Dienst. Königin Christine von Schweden nobilitierte ihn 1647 zum Abschied als Reichwald von Kämpfen. Das dabei verliehene Adelswappen zeigt im von Blau und Gold gespaltenen Schild vorn ein Rahsegel mit silbernem Segeltuch und goldenem Rah, hinten einen grünen Laubbaum auf grünem Hügel. Auf dem bekrönten Bügelhelm mit blau-silbernen Decken ein wachsender goldener Löwe zwischen vier Rennfähnlein an goldenen Stangen, die äußeren silbern-blau, die inneren blau-silbern geteilt. Statt des Segels im Schild wurde mitunter auch eine Sturmfahne (Banner) gezeichnet und der Löwe der Helmzier mit einem Schwert in der Rechten dargestellt, so auch auf Johanns Epitaph, wobei der Laubbaum vorn und die Sturmfahne in der hinteren Schildhälfte dargestellt wurden.
Reichwald begab sich zurück in die Lausitz zu seiner Familie und erwarb 1648 Kemnitz, Bischdorf und Mittelhorka. Auch mit seiner Gutsherrschaft konnte Reichwald seine Talente entfalten, zusätzlich soll er die Leibeigenschaft auf seinen Höfen weitestgehend abgeschafft haben.

## Familie
Reichwald von Kämpfen vermählte sich am 10. März 1643 mit Susanne von Kyaw († 9. Juli 1701), Tochter Adams II. von Kyaw und der Martha von Minkwitz a.d.H. Dürrhennersdorf. Als Witwe ging diese am 25. Februar 1665 eine 2. Ehe mit Gustav Adolf von Gersdorf † 27. Oktober 1667, Herr auf Mostrichen und Reudnitz ein. Aus der Ehe gingen sieben Söhne und eine Tochter hervor.
- Adam Friedrich Reichwald von Kämpfen († 1701), «der erste Sohn Johanns, studierte zu Altdorf.» (Siehe unter «Weblinks», Reichwald v. Kämpfen, S. 577 f.). Zwei Töchter vermählt: Johanna Eleonore mit Christoph Praetorius von Richthofen auf Ruppersdorf und Maria Magdalena  mit Samuel von Richthofen auf Hertwigswaldau (* 3. August 1656 Rusko Rauske; † 23. Juni 1621 Bertelsdorf, Herrnhut, Dresden) (Mutter: Anna Eleonore von Reibnitz [* 1672; † 1728]).
- Johann Adolph Reichwald von Kämpfen (* 1646; † 2. September 1711). Vermählt mit Anna Catharina von Reibnitz († 9. Mai 1702, 51 J. 32 W. alt). Eine Tochter, Susanna Eleonore, vermählt 14. Mai 1704 mit dem Kornett Johann Carl von Nostitz.
- Konrad (Kurt) Gottlob Reichwald von Kämpfen († nach 1701), I.⚭ Helene Katharina von Debschitz († 23. Mai 1678); II.⚭ 16. April 1687 Elisabeth Eleonore von Schindel a.d.H. Burkersdorf (* 14. September 1659; † 16. Februar 1696).
- Gottlob Ehrenfried Reichwald von Kämpfen, der vierte Sohn Johanns, starb bereits im Jahre 1671.
- Johann (Hans) Ernst Reichwald von Kämpfen (* 8. Juli 1658; † 7. August 1711).
- Jacob von Kemphe († 2. Februar 1704 in Danzig), Kommandant in Danzig,[1] Stifter der Familie von Kemphe(n),[2] ⚭ 1690/93 Hedwig (Helvig, Hedevig) Spend, Witwe des Nicolaus Brügmann (1632–1682), Herr auf Ulrichsholm und Østergaard in Dänemark, Stiefvater von Ulrich Friedrich Gyldenlöwe (siehe unter «Weblinks»: Finn Holbek).
- Johanne Susanne Reichwaldin von Kämpfen († 18. Februar 1708) ⚭ 26. Januar 1678 Heinrich Gottlob von Oberländer (1646–1716 in Nieder Reichenbach), Herr auf Reichenbach, Sohn von Hans Georg von Oberländer und Helene Catharina von Kyau: „Von seiner ersten Gemahlin Anne Margarethe von Ponickau aus dem Hause Neschwitz, die er sich 5 Mertz 1637 zu Gruben ehelich antrauen lassen, erzeugte er keine Kinder, weil ihm selbige durch einen frühzeitigen Tod am 19 Mertz desselben Jahrs nach einer kaum 14 tägigen Ehe wiederum entrissen wurde. Mit der andern Helene Catharina von Kiau auf Gießmannsdorf aber, mit welcher er am 31 Julius 1640 zu Zittau sein eheliches Beylager gehalten hat, und welche nach ihm am 15 April 1704 als Witwe gestorben ist, zeugete er 6 Kinder … Die übrigen bey seinem Absterben noch lebende 3 Söhne aber waren: 1) Heinrich Gottlob, von dem ebenfalls ein eigener Artickel handelt [S. 131–35], und welcher im Jahre 1716 zu Nieder-Reichenbach als Dom-Herr und Stifts-Rath zu Merseburg ohnbeerbet mit Tode abgegangen ist, ohnegeachtet er zwey Gemahlinnen gehabt hat, deren die erster Johanne Susanne Reichwaldin von Kämpfen, ihm an 26 Jenner 1678 ehelich beygeleget, aber am 18. Februar 1708 durch den Tod wiederum von der Seite gerissen worden; die andere aber Catharina Sophia von Kiau auf Strohwalde gewesen ist, welche ihm am 17 Julius 1709 zu Reichenbach angetrauet ward.“[3]
- ? … Reichwald v. Kämpfen: „Die zweite Gemahlin Carl Christophs v. Gersdorff auf • L i e b e n a u (NW von Kamenz) • E l e o n o r e • S o p h i a • geb. v. Nostitz, vermählte sich nach dem im Jahre 1697 erfolgten Tode ihres Gatten wieder mit einem • R e i c h w a l d • v. • K ä m p f e n, nachdem sie im Jahre 1698 ihren Kindern das Gut Liebenau für 7000 Taler abgekauft hatte.“[4]